# Najib Aga
Mirza Najib Aga (5 de enero de 1977) es un deportista indio que compitió en judo. Ganó una medalla de plata en el Campeonato Asiático de Judo de 1995 en la categoría de –65 kg.

## Palmarés internacional
| Campeonato Asiático | Campeonato Asiático | Campeonato Asiático | Campeonato Asiático |
| Año                 | Lugar               | Medalla             | Categoría           |
| ------------------- | ------------------- | ------------------- | ------------------- |
| 1995                | Nueva Delhi (India) | Medalla de plata    | –65 kg              |